# Guillaume Gille
Guillaume Gille, né le 12 juillet 1976 à Valence, est un joueur international puis entraîneur français de handball.
Évoluant au poste de demi-centre, il a remporté à deux reprises chacune des 3 compétitions majeures avec l'équipe de France : Jeux olympiques, Championnat du monde et Championnat d'Europe. En club, il a fait l'essentiel de sa carrière à Chambéry et dans le club allemand du HSV Hambourg. Il est le frère aîné de Bertrand et de Benjamin, tous deux également handballeurs. Le 30 avril 2023, il entre dans le Hall of Fame du handball français.
Reconverti entraîneur, il est le sélectionneur de l'équipe de France masculine depuis 2020. Déjà champion olympique comme joueur (2008, 2012) et comme sélectionneur (2021), il devient la première personnalité du handball à être sacrée champion d'Europe sur le terrain (2006, 2010) et au bord du terrain (2024).

## Biographie

### Parcours en club

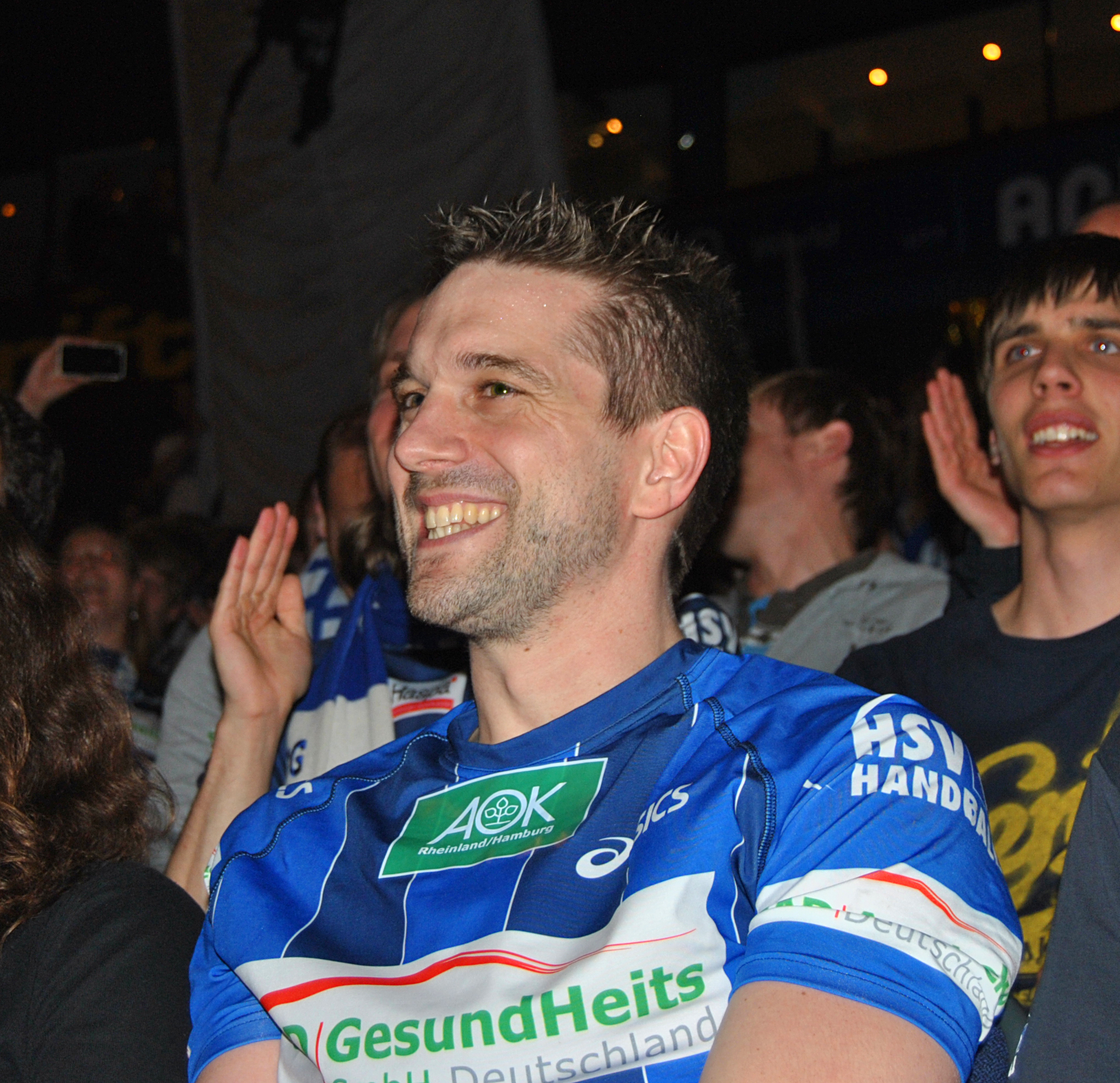
Guillaume Gille lors de sa fête de départ du HSV Hambourg en 2012.

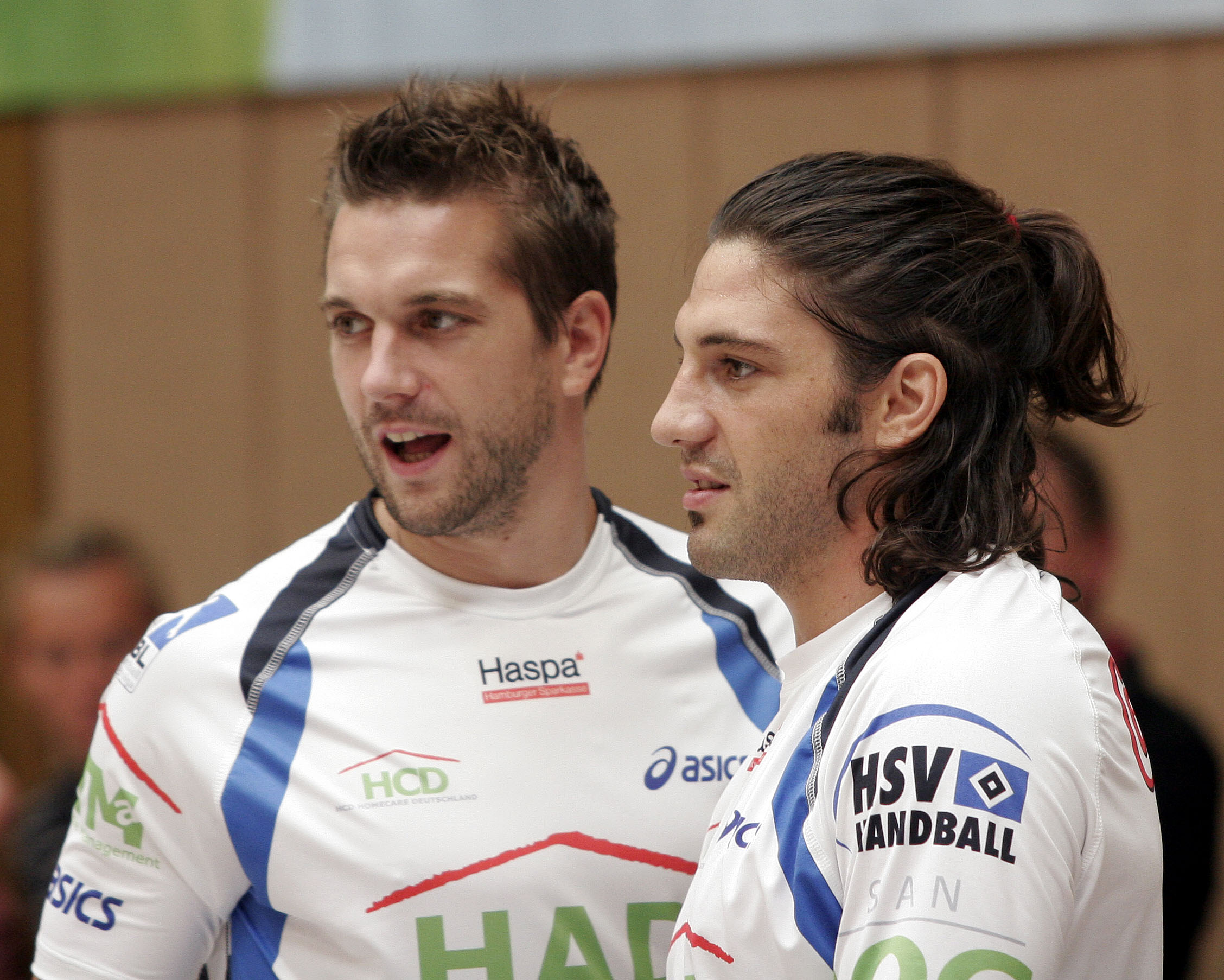
Guillaume avec son frère Bertrand sous le maillot du HSV Hambourg en 2007.

Le parcours de « Gino » ne peut être dissocié de celui de son frère Bertrand, que ce soit en club (du HBC Loriol au Chambéry Savoie Handball en passant par le HSV Hambourg) ou en équipe de France.
Tous deux ont débuté leurs carrières au club du HBC Loriol, puis Guillaume choisit le sport-études handball de Chambéry où il prépare le professorat d'éducation physique. Très rapidement, il intègre en 1996 l'équipe première du Stade Olympique de Chambéry qui a rejoint l'élite deux saisons auparavant. Grâce à ses qualités de défenseur et de meneur de jeu, il participe au progrès de l'équipe savoyarde qui devient vice-champion de France trois saisons de suite (1998, 1999, 2000) avant de remporte le titre en 2001 puis une Coupe de la Ligue en 2002. Ses performances individuelles sont quant à elles récompensées par le titre de meilleur arrière gauche du Championnat de France en 1998 puis de meilleur demi-centre en 2001.
En 2002, Guillaume et Bertrand rejoignent l'Allemagne et le HSV Hambourg où ils remportent une Coupe des coupes en 2007, un titre de champion d'Allemagne en 2011 et deux Coupes d'Allemagne. Mais ils cumulent également les accessits avec trois demi-finales de la Ligue des champions (2008, 2009 et 2011) et trois titres de vice-champion d'Allemagne (2007, 2009, 2010)
En 2012, après 10 saisons en Allemagne, Guillaume et Bertrand reviennent tous les deux au Chambéry SH, reformant avec leur frère cadet Benjamin le trio qui avait conduit Chambery à son seul et unique titre de champion de France en 2001. Ensemble, ils parviennent à remporter le premier trophée du club depuis 11 ans, le Trophée des champions 2013. Pressenti pour devenir entraineur du club à la fin de sa carrière, il tient le double rôle de joueur et d'entraineur adjoint de Mario Cavalli. Finalement, en 2014, alors que Guillaume a mis un terme à sa carrière à l'issue de la finale de Coupe de France 2014,, Cavalli est confirmé à la tête du club et éventuelle reconversion au sein du club savoyard ne sont plus à l’ordre du jour. Un temps pressenti pour entraîner Toulouse, il préfère finalement refuser l'offre afin de se réenraciner avec sa famille en Savoie après 10 ans en Allemagne.

### Parcours en équipe de France

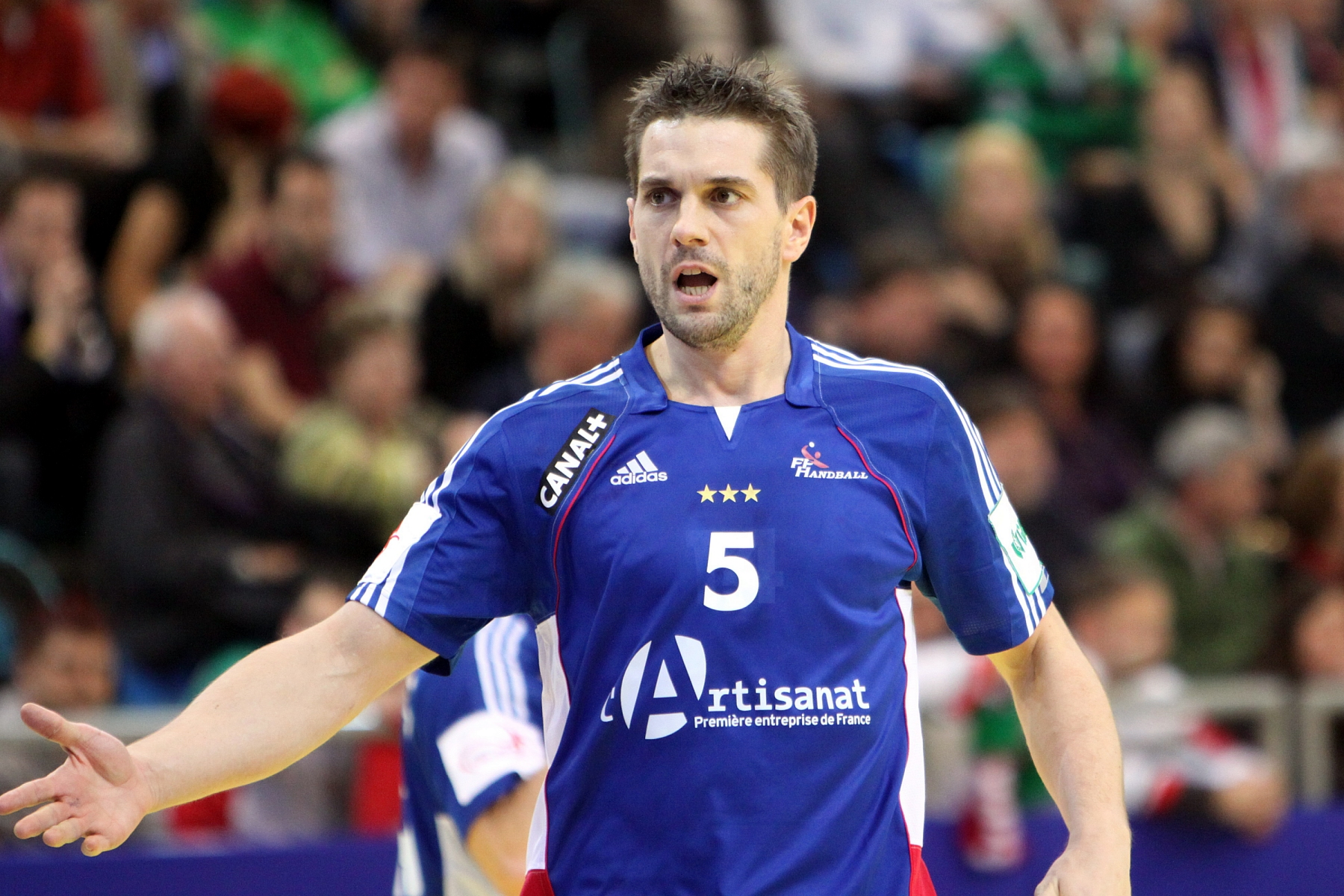
Guillaume Gille sous le maillot de l'équipe de France en 2010.

Le 26 novembre 1996, il revêt pour la première fois le maillot de l'équipe de France, championne du monde, face à la RF Yougoslavie,. En fait, à la suite de l'échec des JO d'Atlanta en 1996, Daniel Costantini a écarté quelques anciens « Barjots » pour laisser la place à des jeunes comme Guillaume Gille. Et celui-ci saura saisir sa chance puisque, hormis pour cause de blessure, il participera ensuite à toutes les campagnes internationales de l'équipe de France jusqu'en 2012, au terme d'un second titre olympique. Un des piliers de la réussite des Bleus, il cumule ainsi 308 sélections et 678 buts marqués.
Pour sa première compétition officielle, il remporte ainsi une médaille de bronze au Championnat du monde 1997. Après une 7e place à l'Euro 98 puis une 6e place au Mondial 99, Guillaume participe à ses premiers Jeux olympiques à Sydney où la France termine une nouvelle fois à la 6e place.
En 2001, la consécration arrive avec son premier titre lors du Championnat du monde 2001 en France. Victime d'une déchirure du tendon d'Achille en septembre 2002, il ne peut défendre son titre au Mondial 2003 au Portugal. Pour son retour en 2004, le succès ne sera pas au rendez-vous puisque les bleus terminent 6e de l'Euro 2004 puis 5e des JO d'Athènes. L'année suivante, Guillaume Gille remporte sa troisième médaille internationale, le bronze lors du Championnat du monde 2005 en Tunisie. En 2006, après 6 éditions et autant de désillusions, l'équipe de France réussit enfin un Championnat d'Europe et de la plus belle des manières puisque Guillaume et les « Costauds » remportent la médaille d'or de l'Euro 2006. Dès lors, la malédiction est rompue et, revanchards après la cruelle défaite en demi-finale du Championnat du monde 2007 en Allemagne, Guillaume et les Bleus ne laisseront plus que des miettes à leurs adversaires : la consécration avec le titre de champion olympique en 2008, un deuxième titre de champion du monde en 2009 (Guillaume est auteur de très bon matchs, notamment en demi-finale face au Danemark où il a réussi à compenser l'absence de Didier Dinart en défense et être très performant en attaque), de nouveau champion d'Europe en 2010 et enfin un second titre olympique en 2012, Guillaume ayant dû déclarer forfait pour le mondial 2011 à la suite d'une blessure musculaire. En 2012, il met fin à sa riche carrière internationale sous le maillot bleu,, un mois après son deuxième titre olympique.

### Parcours d'entraîneur
Entraîneur-joueur lors de sa dernière saison au Chambéry Savoie Handball, Guillaume Gille coache l'équipe de Nationale 1 du HBC Aix-en-Savoie à partir de 2014.
En septembre 2016, il rejoint le staff de l'équipe de France masculine en tant que co-entraîneur, aux côtés de Didier Dinart,. Il remporte ainsi la médaille d'or au Championnat du monde 2017 puis le bronze au Championnat d'Europe 2018 et au Championnat du monde 2019.
Au Championnat d'Europe 2020, l'équipe de France est éliminée dès le tour préliminaire, une première depuis 42 ans et le Championnat du monde 1978. La FFHB en tire les conséquences en limogeant Didier Dinart et en intronisant Guillaume Gille, chargé de mener les Bleus lors du tournoi de qualification olympique moins de trois mois plus tard.
La pandémie de Covid-19 étant passée par là, c'est finalement le Championnat du monde 2021 la première compétition encadrée par Guillaume Gille. Après deux matchs de préparation poussifs face à la Serbie, la France n'est pas favorite lors de son premier match face à la Norvège, mais les Bleus réalisent une grosse prestation et s'imposent avec la manière 28 à 24. Après un parcours sans faute, la France est battue par la Suède (32-26) en demi-finale puis par l'Espagne (35-29) dans le match pour la troisième place et termine ainsi à la quatrième place, au pied du podium.
En mars 2021, l'équipe de France se qualifie pour les Jeux olympiques de Tokyo décalés d'un an. ; en finale, le 7 août 2021 les Français s'imposent contre le Danemark tenant du titre sur le score de 25-23, et obtiennent ainsi le troisième titre olympique de leur histoire. À l'Euro 2022, il conduit les Bleus en demi-finale mais ceux-ci perdent leur deux derniers matchs de justesse (33-34 face à la Suède puis 32-35 après prolongation face au Danemark) et terminent au pied du podium. Au Championnat du monde 2023, la France remporte tous ses matchs lors des phases de groupe puis en quart de finale face à l'Allemagne (35-28). Face aux Suédois favoris à domicile, les Français réalisent en gros match (31-26) et filent en finale où ils sont dominés par le Danemark (29-34).
L'issue est « inversée » pour l'équipe de Guillaume Gille lors de l'Euro 2024 disputé en janvier en Allemagne. En effet, les Bleus accèdent à la finale en battant à nouveau la Suède après prolongations puis prennent le meilleur sur le Danemark, là aussi en prolongations (33-31) pour s'emparer (comme leur joueur de 39 ans Nikola Karabatic) d'un quatrième titre continental depuis 2006. Présent comme joueur lors des sacres 2006 et 2010, Guillaume Gille devient la première personnalité du handball à gagner aussi le titre européen comme sélectionneur.

### Divers
Durant l'entre-deux-tours de l'élection présidentielle française de 2017, il appelle à voter contre Marine Le Pen au second tour de l'élection présidentielle.
À partir d'avril 2018, il fait partie de la commission des athlètes, une instance de dix-huit sportifs présidée par Martin Fourcade qui va travailler à la préparation concrète des Jeux olympiques et paralympiques de Paris en 2024.

## Résultats en tant que joueur

### En équipe de France
Jeux olympiques
- 6e place aux Jeux olympiques de 2000 à Sydney
- 5e place aux Jeux olympiques de 2004 à Athènes
- Médaillé d'or aux Jeux olympiques de 2008 à Pékin
- Médaille d'or aux Jeux olympiques de 2012 à Londres

Championnats du monde
- Médaille de bronze au Championnat du monde 1997 au Japon
- 6e place au Championnat du monde de 1999 en Égypte
- Médaillé d'or au Championnat du monde 2001 en France
- Médaillé de bronze au Championnat du monde 2005 en Tunisie
- 4e place au Championnat du monde 2007 en Allemagne
- Médaillé d'or au Championnat du monde 2009 en Croatie

Championnats d'Europe
- 7e place au Championnat d'Europe 1998 en Italie
- 6e place au Championnat d'Europe 2002 en Suède
- 6e place au Championnat d'Europe 2004 en Slovénie
- Médaille d'or au Championnat d'Europe 2006 en Suisse
- Médaille de bronze au Championnat d'Europe 2008 en Norvège
- Médaille d'or au Championnat d'Europe 2010 en Autriche
- 11e place au Championnat d'Europe 2012 en Serbie

Autres
- Médaille de bronze au Championnat du monde espoirs en 1997[24]

Bilan
- Première sélection : 26 novembre 1996 contre la  RF Yougoslavie
- Dernière sélection : 12 août 2012 en finale des Jeux olympiques contre la  Suède
- Sélections en équipe de France : 308
- Buts en équipe de France : 678

### En club
Compétitions internationales
- Vainqueur de la Coupe des vainqueurs de coupes (C2) (1) : 2007
- Demi-finaliste de la Ligue des champions (C1) en 2008, 2009 et 2011

Compétitions nationales
- Championnat de France
  - Vainqueur (1) : 2001
  - Deuxième (4) : 1998, 1999, 2000 et 2002
- Vainqueur de la Coupe de la Ligue (1) : 2002
- Finaliste de la Coupe de France en 2002 et 2014
- Championnat d'Allemagne
  - Vainqueur (1) : 2011
  - Deuxième (3) : 2007, 2009, 2010
- Coupe d'Allemagne
  - Vainqueur (2) : 2006, 2010
  - Finaliste (2) 2004, 2008
- Supercoupe d'Allemagne
  - Vainqueur (4) : 2004, 2006, 2009, 2010
  - Finaliste (1) 2008
- Vainqueur du Trophée des champions (France) (1) : 2013

### Distinctions individuelles
- Élu meilleur arrière gauche du Championnat de France en 1998
- Élu meilleur demi-centre du Championnat de France en 2001

## Résultats en tant qu'entraîneur
Équipe de France (sélectionneur adjoint)
- Médaillé d'or au Championnat du monde 2017
- Médaille de bronze au Championnat d'Europe 2018
- Médaille de bronze au Championnat du monde 2019
- 14e place au Championnat d'Europe 2020

Équipe de France (sélectionneur)
- 4e place au Championnat du monde 2021
- Médaillé d'or aux Jeux olympiques de 2021
- 4e place au Championnat d'Europe 2022
- Médaillé d'argent au Championnat du monde 2023
- Médaillé d'or au Championnat d'Europe 2024
- 8e place aux Jeux olympiques de 2024 à Paris
- Médaille de bronze au Championnat du monde 2025

## Décorations
- Chevalier de l'ordre national du Mérite (décret du 14 mars 2001)[25]
- Chevalier de la Légion d'honneur (décret du 14 novembre 2008)[26]
- Officier de l'ordre national du Mérite (décret du 31 décembre 2012)[27]
- Médaille de la jeunesse, des sports et de l'engagement associatif, or (2024)[28]